# Natasza Zurek
Natasza Zurek (ur. 4 marca 1978 w Zakopanem) – kanadyjska snowboardzistka pochodzenia polskiego. Jej najlepszym wynikiem olimpijskim jest 15. miejsce w halfpipe’ie na igrzyskach w Salt Lake City. Na mistrzostwach świata najlepszy wynik uzyskała na mistrzostwach w San Candido, gdzie zajęła 8. miejsce w halfpipe’ie. Najlepsze wyniki w Pucharze Świata osiągnęła w sezonie 1996/1997, kiedy to zajęła 24. miejsce w klasyfikacji generalnej, a w klasyfikacji halfpipe’a była szósta.
W 2004 r. zakończyła karierę.

## Sukcesy

### Igrzyska olimpijskie
| Miejsce | Dzień     | Rok  | Miejscowość    | Konkurencja | Zwycięzca    |
| ------- | --------- | ---- | -------------- | ----------- | ------------ |
| 25.     | 12 lutego | 1998 | Nagano         | Halfpipe    | Nicola Thost |
| 15.     | 10 lutego | 2002 | Salt Lake City | Halfpipe    | Kelly Clark  |

### Mistrzostwa Świata
| Miejsce | Dzień       | Rok  | Miejscowość          | Konkurencja | Zwycięzca       |
| ------- | ----------- | ---- | -------------------- | ----------- | --------------- |
| 8.      | 24 stycznia | 1997 | San Candido          | Halfpipe    | Anita Schwaller |
| 38.     | 27 stycznia | 2001 | Madonna di Campiglio | Halfpipe    | Doriane Vidal   |

### Puchar Świata

#### Miejsca w klasyfikacji generalnej
- 1996/1997 - 24.
- 1997/1998 - 39.
- 1998/1999 - 96.
- 2000/2001 - 42.
- 2001/2002 - -
- 2002/2003 - -

#### Miejsca na podium
1. Whistler – 14 grudnia 1996 (Halfpipe) - 1. miejsce
2. Whistler – 15 grudnia 1996 (Halfpipe) - 3. miejsce
3. Kronplatz – 18 stycznia 2001 (Halfpipe) - 2. miejsce
4. Park City – 1 marca 2001 (Halfpipe) - 1. miejsce
5. Whistler – 7 grudnia 2001 (Halfpipe) - 2. miejsce
6. Sapporo – 2 marca 2003 (Halfpipe) - 2. miejsce
7. Sapporo – 1 marca 2003 (Halfpipe) - 2. miejsce